# پل نیکولز
پل نیکولز یک پل عابر پیاده واقع در شیکاگو، ایلینوی است. این پل از چمنزار بزرگ پارک میلنیوم آغاز می‌شود، از روی خیابان مونرو عبور می‌کند و به طبقه سوم بخش غربی بال جدید مؤسسه هنر شیکاگو متصل می‌شود. این پل در ۱۶ مه ۲۰۰۹ افتتاح شد.
این پل که توسط رنزو پیانو، معمار بال جدید طراحی شده، حدوداً ۶۲۰ فوت (۱۹۰ متر) طول و ۱۵ فوت (۴٫۶ متر) عرض دارد. کف پل از فولاد سازه‌ای سفید رنگ، کفپوش آن از تخته‌های آلومینیومی و نرده‌های ۴۲ اینچی آن از فولاد روی شبکه‌ای از فولاد ضدزنگ ساخته شده‌اند. پل نیکولز دارای مسیرهای ضدلغزش و سیستم گرمایشی برای جلوگیری از تشکیل یخ بوده و با استانداردهای قانون آمریکایی‌های دارای معلولیت برای دسترسی جهانی مطابقت دارد. این پل به نام حامیان موزه، الکساندرا و جان نیکولز نامگذاری شده است. طراحی این پل از بدنه قایق الهام گرفته شده است.

## ساخت

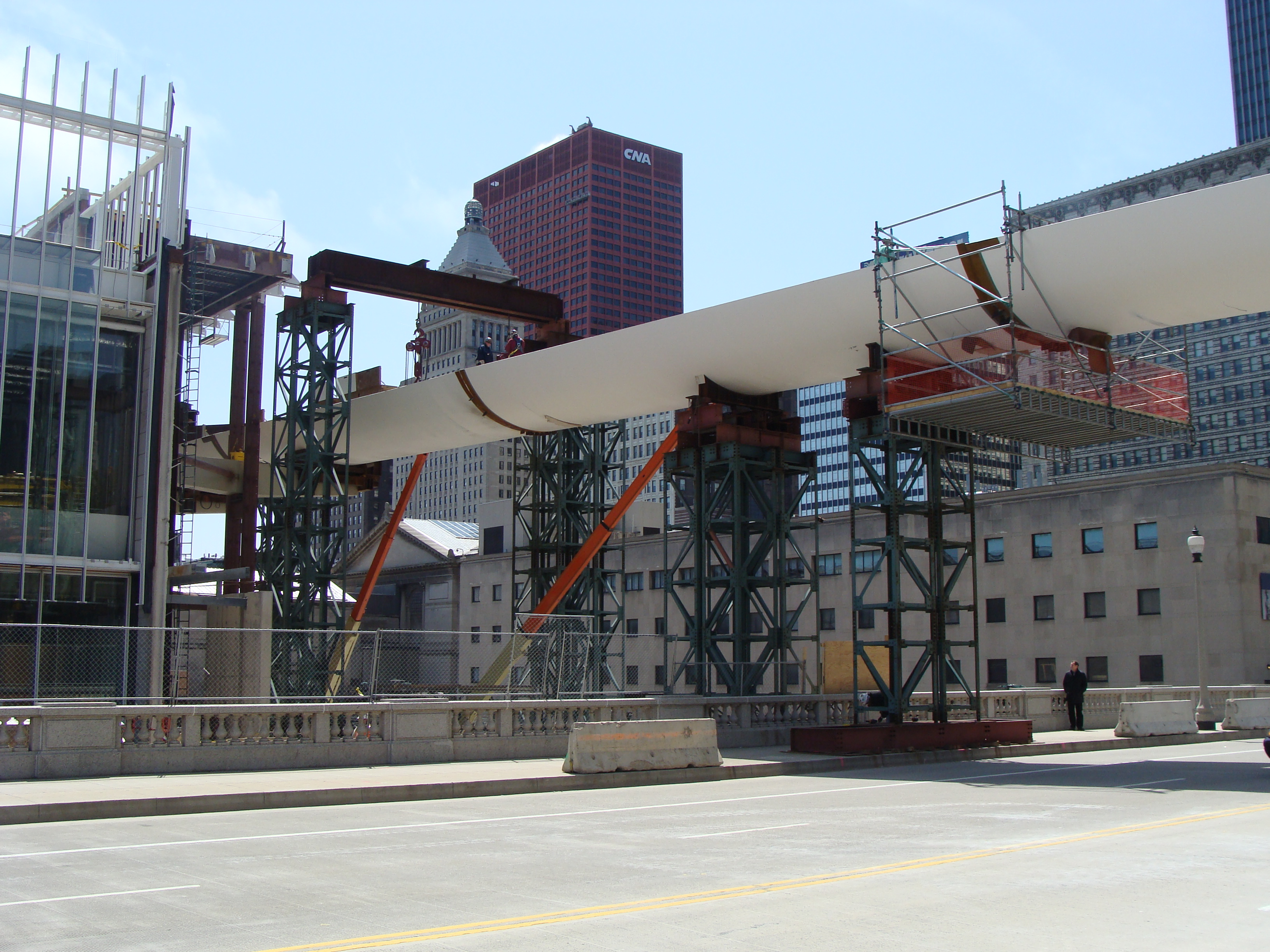
پل نیکولز در حال ساخت در مه ۲۰۰۸

پل نیکولز در سال ۲۰۰۵ به طرح اصلی بال جدید مؤسسه هنر شیکاگو اضافه شد. ساخت این پل در ۲۰ سپتامبر ۲۰۰۷ آغاز شد و در ۸ آوریل ۲۰۰۹ به پایان رسید. این پل به طور رسمی در ۱۶ مه ۲۰۰۹ همزمان با افتتاح بال جدید گشایش یافت.
در ۱۱ ژوئن ۲۰۰۹، انجمن مهندسان سازه ایلینوی (SEAOI) برندگان جوایز تعالی مهندسی سال ۲۰۰۹ خود را معرفی کرد. شرکت‌های آروپ و ویس، جانی، الاستنر و همکاران به خاطر طراحی پل نیکولز جایزه شایستگی دریافت کردند.

## در فرهنگ عامه
در فیلم کمدی رمانتیک سال ۲۰۱۲، قسمت، شخصیت‌ها از مؤسسه هنر شیکاگو فرار می‌کنند و از روی پل نیکولز به پارک میلنیوم می‌رسند، جایی که زیر دروازه ابر یکدیگر را می‌بوسند.